# Wüste (Remscheid)

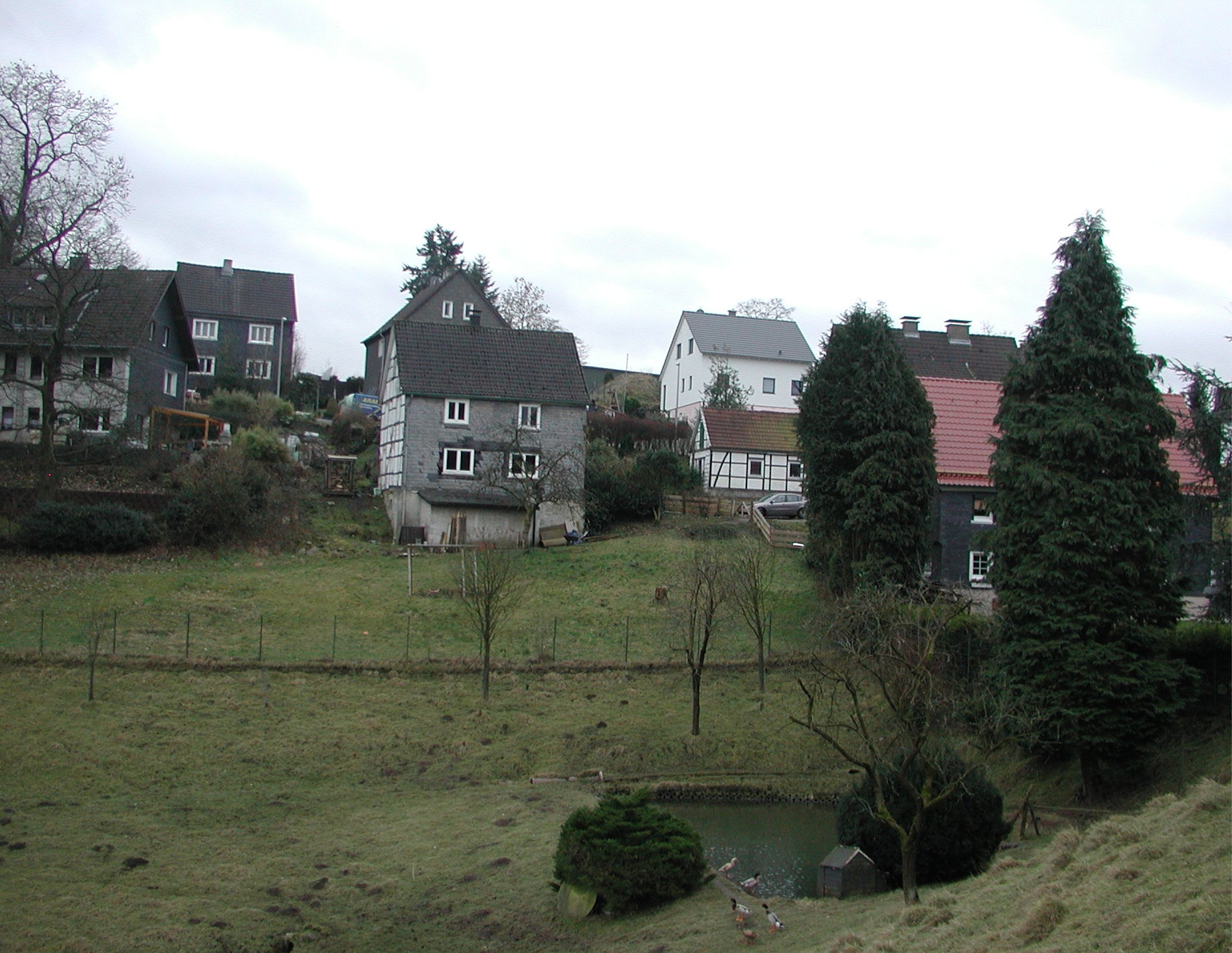
Hofschaft „Wüste“ in Remscheid

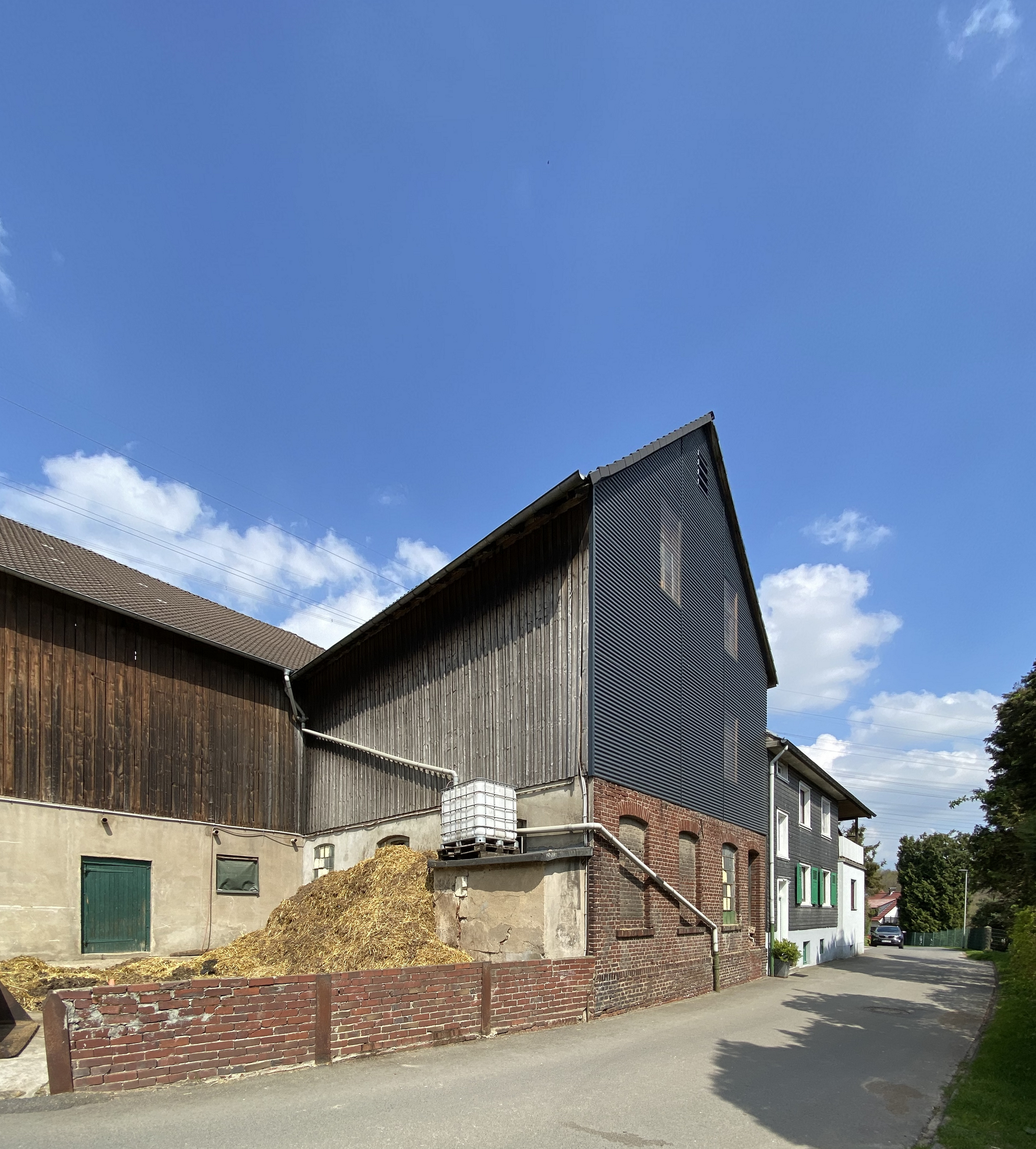
Landwirtschaftlicher Betrieb Wüste 7

Wüste ist eine Hofschaft im Norden der bergischen Großstadt Remscheid (Stadtbezirk Lüttringhausen) in Nordrhein-Westfalen/Deutschland unmittelbar an der Stadtgrenze zu Wuppertal-Ronsdorf.

## Lage und Beschreibung
Sie erstreckt sich vom Leyerbachtal den Höhenzug hinauf Richtung Flügel und liegt auf einer Höhe von etwa 260 Metern über Normalnull. In Wüste gibt es heute etwa 20 Wohngebäude.
Im Tal gab es den heute nicht mehr bestehenden Wüster Hammer. Friedrich Wilhelm Erbschloe jun. errichtete 1779 den sog. „Erbschloe Hammer“. Der zugehörige ehemalige Mühlengraben ist das letzte sichtbare Stück zugehöriger Geschichte, denn 1996 ist das Gebäude abgerissen worden, um einem Regenrückhaltebecken Platz zu machen. Der Wüsterkotten war ein alter Schleifkotten, der bachabwärts in Richtung August-Erbschloe-Straße lag.
Hier im Tal verlief auch die am 21. August 1891 eröffnete und am 30. August 1959 stillgelegte Strecke der Ronsdorf-Müngstener Eisenbahn. Bahnstationen befanden sich in Graben und Halbach. Heute verkehrt hier eine überörtliche Buslinie (670) zwischen Remscheid und Ronsdorf.

## Geschichte
Eine erste Erwähnung des Ortes fand im Jahre 1520 statt. In der Topographia Ducatus Montani von Erich Philipp Ploennies von 1715 ist er als „a.d.Wüste“ aufgezeichnet.

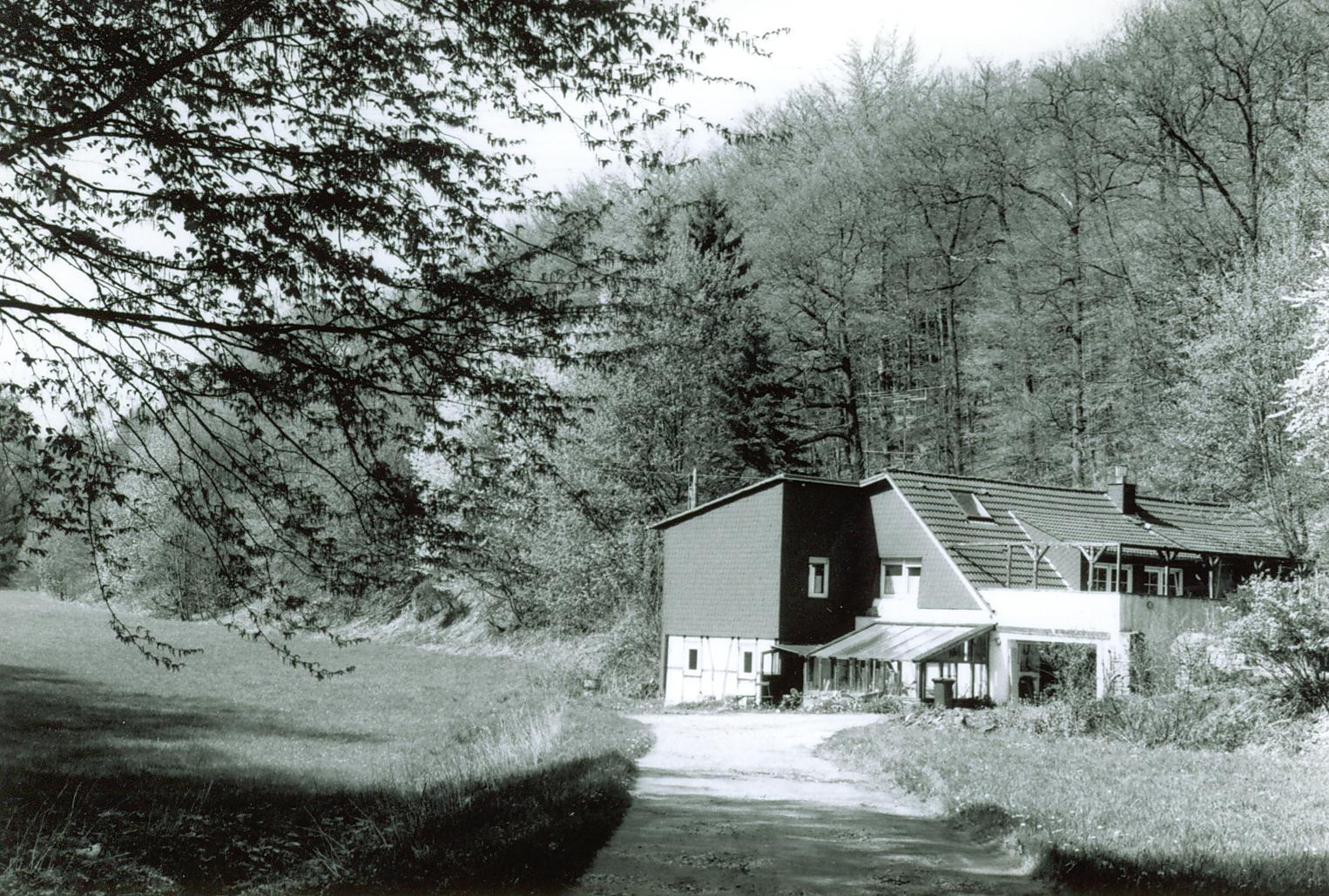
Wüsterhammer im Tal des Leyerbachs (1994)

Um 1710 war Wüste unter dem Namen Halbachswüste Teil der Honschaft Erbschlö des Kirchspiels Lüttringhausen im Amt Beyenburg. Im 19. Jahrhundert dagegen ist die Zugehörigkeit zur Honschaft Hohenhagen der Bürgermeisterei Lüttringhausen belegt.
1815/16 wurden 100 Einwohner gezählt. Der laut der Statistik und Topographie des Regierungsbezirks Düsseldorf 1832 als Weiler kategorisierte Ort wurde als Wüste bezeichnet und besaß zu dieser Zeit neun Wohnhäuser, sechs Fabrikationsstätten und Mühlen und sieben landwirtschaftliche Gebäude. Zu dieser Zeit lebten 66 Einwohner im Ort, davon 62 evangelischen und vier katholischen Glaubens. Im Gemeindelexikon für die Provinz Rheinland von 1888 werden für Wüste sieben Wohnhäuser mit 57 Einwohnern angegeben.